# Fluchtpunkt San Francisco
Fluchtpunkt San Francisco ist ein US-amerikanisches Roadmovie des Regisseurs Richard C. Sarafian aus dem Jahr 1971 mit dem damals noch weitgehend unbekannten Barry Newman in der Hauptrolle.

## Handlung
Der Ex-Rennfahrer Kowalski wettet, ein Auto innerhalb von fünfzehn Stunden von Denver nach San Francisco überführen zu können – eine Strecke von etwa 2.000 km. Diese Herausforderung will er durch die Einnahme von Amphetaminen bewältigen. Gleichzeitig ist ihm aber auch bewusst, dass schon die nötige Durchschnittsgeschwindigkeit einen permanenten Bruch der Geschwindigkeitsbeschränkungen bedeutet, er dem 7,2-l-V8-Motor (440 cubic inch) des weißen 1970er Dodge Challenger R/T freien Lauf lassen muss.
Wegen seiner Fahrweise wird Kowalski im Laufe seiner Fahrt durch den Südwesten der USA immer intensiver von der Polizei verfolgt (er selbst war, gemäß Rückblenden, früher selbst Polizist). Auf seiner Seite hat Kowalski insbesondere den blinden Radio-Diskjockey Super Soul, der den Polizeifunk abhört und den von ihm als „letzten amerikanischen Helden“ bezeichneten Flüchtigen über den Äther immer wieder vor geplanten Polizeiaktionen warnen kann. Jedenfalls so lange, bis Super Soul gewaltsam zum Schweigen gebracht wird. Entlang seiner Strecke bekommt Kowalski aber auch Hilfe von einem Motorradfahrer, Angehörigen einer Hippie-Kommune und anderen Personen. In einer späteren Szene wird auch ein Zeitungsausschnitt gezeigt, in dem Bezug auf den tödlichen Surfunfall seiner Freundin Vera vor fünf Jahren genommen wird.
Letztendlich erreicht Kowalski sein Ziel allerdings nicht, da er selbstmörderisch in eine Straßensperre rast.

## Hintergrund
Zum Stuntteam gehörten William H. Burton als Haupt-Stuntmänner, Louie Elias und Carey Loftin als Stunt-Koordinatoren, sowie Max Balchowsky, Joe Brooks, Louie Elias, James W. Gavin, Bill Hickman und Carey Loftin mit im Abspann ungenannten Stunteinsätzen.

## Rezeption
Viele interpretierten die Schlussszene so, als habe Kowalski dies mit Absicht getan, denn man sah ein Lächeln in seinem Gesicht. Jedoch räumte Barry Newman in einem Interview mit diesem Irrglauben auf, indem er sagte: „Kowalski lächelte, weil er dachte, er käme knapp an der Straßensperre vorbei und hätte damit freie Fahrt … er wusste nicht, dass er in den Tod rast.“
Sarafian sagte in einem Interview, dass er ein anderes Ende geplant habe. Das Licht zwischen den Planierschilden sollte ein Tor in eine andere Welt darstellen, in die Kowalski beim Zusammenstoß eintritt (vgl. The Doors’ Break on Through (To the Other Side)).

## Trivia
- Der (exil-)kubanische Schriftsteller und Filmkritiker Guillermo Cabrera Infante schrieb das Drehbuch unter dem Pseudonym Guillermo Cain. Das Drehbuch basiert auf einer Geschichte von Malcolm Hart.
- In der DDR kam der Film am 7. November 1975 unter dem Titel Grenzpunkt Null in die Kinos und war ab 14 Jahren zugelassen. Die für die Veröffentlichung angefertigte DEFA-Synchronfassung ist nach derzeitigem Stand verschollen.
- Für die 2002 erschienene DVD wurde die englische Einstufung ab 18 Jahren übernommen. 2009 erschien eine Neuauflage mit geändertem Cover, die ab 16 Jahren freigegeben ist.
- Aufgrund akuten Geldmangels war es den Produzenten nicht möglich, beim finalen Crash den teuren Dodge Challenger zu zerstören. Die Firma Chrysler hatte sich nach dem Screening aus dem Sponsoring zurückgezogen, weil sie sich vom Image des Films (Drogen, Raserei, Hippies, Nacktszene) distanzieren wollte. Aus diesem Grund wurde ein günstiger gebrauchter Chevrolet Camaro verwendet. Bei genauerem Hinsehen kann man die markante Seitenlinie des Camaros während der Detonation erkennen.
- Es gibt eine Szene mit Charlotte Rampling als Anhalterin, die erstmals auf der USA-DVD veröffentlicht wurde, in welcher man erfährt, dass San Francisco sein Zuhause ist und dass Kowalski angeblich sein einziger Name sei (Zitat: „Kowalski. First, last and only.“). Die Szene spielt in der Nacht nach dem Abschied vom Motorradfahrer.
- Hauptdarsteller Barry Newman wurde in Deutschland einem breiteren Publikum durch die Anwaltsserie Petrocelli bekannt.
- 2003 hat die Band Audioslave den Film für das Musikvideo zu dem Lied Show Me How to Live verwendet. Dabei wurden Originalszenen mit neu gedrehtem Material vermischt.
- Unter der Regie von Charles Robert Carner ist dieser Stoff im Jahr 1997 ein weiteres Mal als TV-Produktion (dt. Verleihtitel: Höllenjagd nach San Francisco) mit Viggo Mortensen in der Rolle des Kowalski verfilmt worden.
- In der Folge Schmutzarbeit der Serie Tatort aus dem Jahr 1989 läuft in einer Szene, in welcher der Killer sich im Hotel vorbereitet, im Hintergrund ein Fernsehgerät mit Fluchtpunkt San Francisco.
- In Quentin Tarantinos Death Proof – Todsicher aus dem Jahr 2007 fahren die Protagonisten einen weißen 1970er Dodge Challenger Probe, in der finalen Verfolgungsjagd nimmt Tarantino in mehreren Einstellungen Bezug auf den Film (z. B. in der Sprungszene) und auch der Filmtitel wird mehrmals genannt.
- Die nachfolgenden Ansagen des Protagonisten Super Soul, welcher als blinder Radio-DJ für den Sender KOW über die Verfolgungsjagd berichtet, dienten verschiedenen Bands als Ausgangspunkt für deren Lieder. So zitierte die britische Band Primal Scream auf ihrem 1997er Album Vanishing Point im Lied Kowalski den Film. Guns N’ Roses verwendete das Zitat ebenfalls in ihrem Song Breakdown, welcher auf dem Album Use Your Illusion 2 erschienen ist.
- Auch Clint Eastwood nimmt mit seinem Film Gran Torino Bezug auf den Film, indem er dem Protagonisten ebenfalls den Namen Kowalski gibt.
- Judas Priest verwendet Szenen aus dem Film in dem Videoclip Heading out to the Highway
- Carey Loftin war ebenfalls als stunt coordinator und stunt driver bei den Filmen Bullit und Duell beteiligt[2]

## Kritiken
„Dieser Film ist so geradlinig, dass nicht einmal Zeit für den Vornamen des Helden bleibt. […] Vollgepumpt mit Amphetaminen, durchbricht er Straßensperren im Akkord und jagt sein Muscle-Car sogar quer durch die Wüste. Vanishing Point (Fluchtpunkt San Francisco) ist nicht unbedingt ein Lehrfilm für die Fahrschule, aber ein Zelluloid-Denkmal für den legendären 1970er Dodge Challenger R/T.“

„Mit kurzen Zwischenschnitten, die den Dauer-Trip gelegentlich unterbrechen, macht Sarafian bald deutlich: Kowalski ist auf der Flucht vor seinen Erfahrungen mit dem amerikanischen Traum. Als Vietnam-Krieger hatte er noch geglaubt, die westlichen Ideale zu verteidigen; er kam ernüchtert zurück. Als Polizist versuchte er dann, eine angeblich rauschgiftsüchtige Angestellte vor ihrem Chef zu schützen, und verlor dabei seinen Job. So rast er nun mit überhöhter Geschwindigkeit dahin und kümmert sich nur noch um die Radiodurchsagen eines blinden schwarzen Disc-Jockeys, der ihn vor den Verkehrsstreifen warnt.“